# یحیی جامع
یحیی جامع (به عربی: يحيى عبدالعزيز جيمس جنكنج جامع) (به انگلیسی: Yahya Abdul-Aziz Jemus Junkung Jammeh) (زاده ۲۵ مه ۱۹۶۵) رئیس‌جمهور سابق کشور گامبیا است. او دومین رئیس‌جمهور تاریخ این کشور بود. او در کودتای ۲۲ ژوئیه ۱۹۹۴ به عنوان یک افسر ارتشی قدرت را در دست گرفت و پس از ۲۲ سال، در تاریخ ۱۹ ژانویه ۲۰۱۷ قدرت را واگذار کرد.

## زندگی

### به قدرت رسیدن
وی به عنوان یک افسر ارتش جوان در کودتای نظامی که در ژوئیه ۱۹۹۴ صورت گرفت حضور داشت و در سال ۱۹۹۶ به عنوان رئیس‌جمهور انتخاب شد. پس از آن تاکنون چهار بار در انتخابات ریاست جمهوری درسال‌های ۲۰۰۱، ۲۰۰۶ و ۲۰۱۱ به پیروزی رسید. وی در انتخابات سال ۲۰۰۱، که «نسبتاً منصفانه» توصیف شد، با اکثریت اندک آرا به پیروزی رسید. اما پیروزی او در انتخابات سال‌های ۲۰۰۶ و ۲۰۱۱ سؤال‌برانگیز بوده‌است.
حضور او در انتخاب دسامبر سال ۲۰۱۶ برای بار پنجم باعث اعتراض مردم شد. فشار بر رسانه‌ها و بازداشت رهبران اصلی مخالف، امکان برگزاری انتخاباتی کاملاً سالم و منصفانه را از میان برده بود. دوره ریاست جمهوری در این کشور ۵ سال است.
جامع همیشه ریاست جمهوری خود بر گامبیا را خواست خدا اعلام می‌کرد.

### انتخابات و بحران گامبیا
او حزب «اتحاد برای بازیابی میهن‌پرستی و ساخت» را به عنوان حزب سیاسی برای خود تأسیس کرد و در سپتامبر ۱۹۹۶ به عنوان رئیس‌جمهور انتخاب شد.

## تغییر نوع حکومت کشور
او در ۱۲ دسامبر ۲۰۱۵، رسماً گامبیا را جمهوری اسلامی گامبیا اعلام کرد.

## دیدگاه دربارهٔ همجنس‌گرایان
جامع توجه به فرائض و مقررات اسلامی را برای سعادت مردم گامبیا ضروری دانسته و توجه‌ای ویژه به سختگیری علیه همجنس‌گرایان داشت. او در سال ۲۰۰۸ همجنسگرایی را گناهی بزرگ توصیف کرده و وعده داد که «قوانینی سختگیرانه‌تر از جمهوری اسلامی ایران» علیه همجنسگرایان تصویب کند. اظهارات او باعث نگرانی در مورد امکان اعدام همجنسگرایان شد.

## مخالفت‌ها
در تاریخ سی دسامبر ۲۰۱۴ عده‌ای از مخالفان یحیی جامع که شامل نظامیان گامبیایی‌تبار نیروهای نظامی ایالات متحده آمریکا می‌شدند اقدام به براندازی خشونت بار یحیی جامع نمودند که به کشته شدن چهار تن از آنان از جمله Njaga Jagne عضو گارد ملی کنتاکی و گریز دو آمریکایی گامبیایی‌تبار دیگر Cherno Njie و Papa Faal انجامید.

## کناره‌گیری از قدرت
یحیی جامع در نهایت در پی شکست در انتخابات بعد از ۲۲ سال ریاست، تحت فشار سنگال از قدرت کنار رفت اما بعد از اینکه او کشور را ترک کرد، ۱۱ میلیون دلار از خزانه دولتی ناپدید شده بود.